# Gabriella di Vergy
Az Gabriella di Vergy Gaetano Donizetti háromfelvonásos operája (opera seria). Az eredeti szövegkönyvet Andrea Leone Tottola írta Dormont de Belloy Le Châtelain de Coucy et la dame de Fayel című 18. századi drámája alapján. A mű 1838-as átdolgozásának szövegkönyvét Salvadore Cammarano jegyzi. A művet 1826-ban írta ugyan, de először 1838 szeptemberében mutatták be a nápolyi Teatro San Carlóban. E feledésbe merült változat rekonstruálását 1978. november 9-én mutatták be Belfastban, koncertszerűen. Az operának egy nem autentikus változata is ismert, amelyet 1869-ben mutattak be szintén Nápolyban. Magyarországon még nem játszották.

## Szereplők
| Szereplő                                                         | Hangfekvés              |
| ---------------------------------------------------------------- | ----------------------- |
| Gabriella                                                        | szoprán                 |
| Fayel, Vergy grófja                                              | bariton                 |
| Raoul de Coucy, Gabriella korábbi jegyese                        | tenor vagy mezzoszoprán |
| II. Filippo, Burgundia királya                                   | basszus                 |
| Almeida, Fayel húga                                              | mezzoszoprán            |
| Armando, háznagy                                                 | bariton                 |
| Fayel rokonsága, Gabriella nyoszolyólányai, a király alattvalói. |                         |

## Cselekménye
- Helyszín: a burgundiai Autrei várában
- Idő: 13. század

### Első felvonás
A vár kápolnájában Gabriella, egykori jegyesének, Raoul de Coucy emlékére imádkozik. Szülei akarata szerint a durva Fayelhez kell feleségül mennie. A házasságkötés után a férfit váratlanul háborúba hívják, a király megsegítésére. Az egyedül maradt Gabriella gondolatai továbbra is Raoul körül forognak. Egy ismeretlen lovag érkezik a várba, s amikor Gabriella elé vezetik kiderül, hogy a halottnak vélt Raoul az. A fiú a lány szemére veti, hogy nem várt rá és férjhez ment, sőt éppen legnagyobb ellenségéhez. Gabriella hiába védekezik, hogy ő halottnak tudta és ezért engedett szülei akaratának. Raoul elmondja, hogy Fayel fogatta el és terjesztette el halálhírét, így téve félre az útból szerelmi riválisát. Hozzáteszi, hogy sikerült a fogságból megszabadulnia és most a király lovagja. Kürtszó jelzi, hogy a király és kísérete közeleg. Gabriella elsiet, hogy a vár illő módon feldíszítve fogadja az uralkodót.

### Második felvonás
A király elmeséli, hogy útban a vár felé rátámadtak, s életét hős lovagjának, Raoulnak köszönheti s ezért illő módon kívánja megjutalmazni. Arra kéri Vergyt, hogy adja feleségül Raoulhoz Almeidát, Fayel húgát. Vergynek nem tetszik az ötlet, de kénytelen beleegyeznie. Vergy utasítására Raoulnak Almeida, Gabriellának Raoul nevében küldtek megbeszélésre hívó hamis üzenetet, így az egykori szerelmesek találkoznak a vár egyik termében. Gabriella arra kéri Raoult, hogy soha se feledje szerelmüket, s ugyanakkor kéri, hogy hasonlóan viszonyuljon Almeidához is. Ekkor Vergy és emberei rajtukütnek, s a gróf házasságtöréssel vádolja meg feleségét. A dulakodásnak a király érkezése vet véget. Kijelenti, mivel Raoul az ő lovagja, így csak neki áll jogában ítélkezni az ügy felett. Raoul ekkor feltárja a király előtt régi szerelmét Gabriellával és azt is elmeséli, miként fogatta el Vergy, csak, hogy megszabaduljon tőle.

### Harmadik felvonás
A király döntése alapján Raoulnak és Vergynek párbajt kell vívniuk Gabrielláért. A párbaj előtt Raoul arra kéri a grófot, ha netalán maga elesne, viselje gondját a lánynak, szeresse és tisztelje. A gyűlölettől elvakult Vergy viszont nem hajlandó ezt megfogadni. A párbajban Vergy győz. Felkeresi a toronyban őrzött Gabriellát és átnyújt neki egy lepellel lefedett edényt. Amikor Gabriella lerántja a leplet egy emberi szívet lát, amiről Vergy diadalmasan kiálltja, hogy Raoul szíve az, amit asszonya mindig akart. Az elborzadt Gabriella ekkor holtan esik össze.

## Híres áriák, kórusművek
- Giovin, leggiadra, amabile - Fayel kórussal kísért cavatinája (első felvonás)
- Delle nostr’anime - Gabriella cavatinája (első felvonás)
- O miei fidi - a király cavatinája (első felvonás)
- Ch’io lieto ritorni? - Fayel és Gabriella kettőse (második felvonás)
- Io l’amai nell’etade primiera - Raoul áriája (második felvonás)
- Questo raggio lusinghiero - Raoul strettája (második felvonás)
- Io tremar? - Raoul és Vergy párbajkettőse (harmadik felvonás)
- L’amai... si... come un angelo - Gabriella halála (zárójelenet, harmadik felvonás)